# 观音桥街道 (毕节市)
观音桥街道，是中华人民共和国贵州省毕节市七星关区下辖的一个街道办事处。
2013年7月，毕节市人民政府批复七星关区部分行政区划调整，将海子街镇红堰、长征、迎宾和桥头边4个村划归观音桥街道管辖。

## 行政区划
观音桥街道下辖以下地区：
五里坪村、塘坊村、桥头边村、红堰村、长征村和迎宾村。